# Cinema a Palermo

Il Gattopardo di Luchino Visconti.

(Antonio La Torre Giordano)

## La storia

### Cento anni di cinema
Nell'epopea cinematografica avvenuta in città dalle origini del cinema fino al 2000, Palermo svolge un ruolo nevralgico nell'ambito del cinema nazionale e straniero, rapportata al suo quadro storico, al connubio naturale esistente tra la città e la settima arte, al cinema delle origini, all'avvento del cinema sonoro e dei cineromanzi (nei quali Palermo è rappresentata molto spesso), ai letterati che frequentemente hanno fornito le basi per le sceneggiature di film celebri, ai film in costume girati a Palermo tratti da vicende storiche, come il Risorgimento, o dai romanzi d'appendice, e poi i film sulla mafia e i grandi cineasti che hanno scelto la città come sfondo per i loro film (Alessandro Blasetti, Pietro Germi, Luchino Visconti, Roberto Rossellini, Paolo e Vittorio Taviani, Francesco Rosi, Vittorio De Sica, Michelangelo Antonioni, Pier Paolo Pasolini, Alberto Lattuada, Franco Zeffirelli, Marco Ferreri, Damiano Damiani, Pasquale Squitieri, Giuseppe Patroni Griffi, Giuseppe Tornatore, etc., e i registi stranieri come Charles Krauss, William Weighley, Jean-Paul Le Chanois, Jim O’Connolly, Martin Ritt, Richard Fleischer, Klaus Maria Brandauer, Anthony Minghella, Francis Ford Coppola, Werner Herzog, Michael Cimino, Wim Wenders, etc.).
Va inoltre ricordato che molti tra i più grandi compositori di colonne sonore hanno musicato le pellicole girate in città (Ennio Morricone, Nino Rota, Carlo Rustichelli, Pietro Ferro, Joseph Kosma, Renzo Rossellini, Piero Piccioni, Luis Bacalov, Lalo Schifrin, Riz Ortolani, Manuel De Sica, Piero Umiliani, Guido e Maurizio De Angelis, Franco Micalizzi, Gianni Ferrio, Bruno Nicolai, Giancarlo Bigazzi, Claudio Simonetti, Pino Donaggio, Nicola Piovani, Giovanni Sollima, Marco Betta, etc.). Le ricerche archivistiche degli ultimi anni dissigillano la rilevanza che Palermo occupa nel panorama cinematografico nazionale ed internazionale, facendone la città-set siciliana più prolifica e prescelta dai cineasti. Tra i letterati che hanno fornito le basi per le sceneggiature di film girati a Palermo e provincia vanno ricordati (in ordine cronologico), Emilio Salgari, Luigi Natoli, Luigi Capuana, Vitaliano Brancati, Tonino Guerra, Susi Cecchi D'Amico, Giuseppe Tomasi di Lampedusa, Leonardo Sciascia, Leslie Charteris, Lewis John Carlino, Michele Pantaleone, Alberto Moravia, Dacia Maraini, Alphonse Boudard, Peter McCurtin, Luigi Pirandello, Ercole Patti, Arrigo Petacco, Livia De Stefani, Mario Puzo, Edmonde Charles-Roux, Elio Vittorini, Vincenzo Consolo, Thomas Mann, Patricia Highsmith e molti altri.
Secondo IMDb (International Movie Database) ed altri censimenti, Palermo e la sua area metropolitana, con i suoi oltre seicento titoli è la quarta città italiana in termini di set cinematografici impiantati, dopo Roma, Venezia e Napoli, includendo film a soggetto, documentari e film "dal vero", dal cinema muto ai nostri giorni.
La copiosa produzione editoriale che si sviluppa già all'inizio del XX secolo in città con i quotidiani e le riviste, include le primogeniture dei libri sul cinema siciliano: Il cinema in Sicilia, di Eugenio Bonanno e stampato dalla storica Casa editrice Flaccovio nel 1953, e La Sicilia nel cinema di Mario Palumbo per Edizioni Sicilia Domani, 1963, entrambi stampati a Palermo.
Il capoluogo siciliano vanta una storica fertilità nell'aver dato i natali a cineasti contemporanei di rilievo, come Luca Guadagnino (candidato a tre Golden Globe, quattro Premi BAFTA e quattro Premi Oscar), Pierfrancesco Diliberto (conosciuto come Pif), Marco Amenta, Emma Dante, Costanza Quatriglio, Roberto Andò e la coppia Ciprì e Maresco, poi scissa artisticamente. Palermitano di nascita anche Franco Mannino, autore e compositore di musiche da film e più volte autore di colonne sonore per Luchino Visconti, Mario Soldati, Steno, Riccardo Freda, Mauro Bolognini, Damiano Damiani, ecc. formatosi accademicamente al Conservatorio Alessandro Scarlatti di Palermo, così come i compositori ed autori di temi musicali per il cinema Pietro Ferro, Gioacchino Angelo, Marco Betta, ed altri.

### I pionieri
Palermo è una delle città italiane cinematograficamente più feconde e la sede dei primi spettacoli cinematografici in Sicilia. Qui, prima con il kinetoscopio di Edison (1º giugno 1895) e, a seguire nello stesso anno, con il kinetografo e il kinematografo, avverranno le prime proiezioni sul grande schermo dell'Isola. La prima proiezione Lumière in Sicilia, invece, avviene ancora a Palermo presso il Teatro Garibaldi il 17 aprile 1897.
La Lucarelli Film, fondata in città nel 1905 da Raffaello Lucarelli, è la prima casa di produzione siciliana. Contestualmente, la prima sala cinematografica dell'Isola è l'Edison Saal, ufficialmente fondata dallo stesso Lucarelli nell'ottobre del 1905.
Dopo i numerosi film "dal vero" e documentari, nel 1913 vengono realizzati i due primi film a soggetto: La bufera e Più forte dell'odio, diretti rispettivamente da Ettore Nola e Nazareno Malvica di Villanueva. La Lucarelli Film produrrà sedici film a soggetto e film "dal vero", e muterà nome prima in Industrie Cinematografiche Lucarelli e poi Sicania Film. Nel capoluogo siciliano furono fondate in concomitanza la Azzurri Film da Paolo Azzurri, e la Lumen Film, da Albert Roth-de Markus, la Gloria-Sicula e la "Dore Film". In concomitanza, nascono le accademie di recitazione cinematografica Scuola di Recitazione per Attori Cinematografici di Paolo Azzurri e Accademia d’Arte Cinematografica diretta da Leo Benfante. Tra il 1913 e il 1915, Palermo fu tra le città più prolifiche nella produzione di film giallo-polizieschi.

### Il secondo dopoguerra
Tra i primi cineasti palermitani vanno ricordati Pino Mercanti e il suo collaboratore Edmondo Affronti, autore nel 1947 de I cavalieri dalle maschere nere e de Il principe ribelle, tratti dalle opere letterarie di Luigi Natoli, I Beati Paoli e Coriolano della Floresta. Nel 1945 Pino Mercanti e i fratelli Gorgone è fondano la casa di produzione Sicania Film, poi Organizzazione Filmistica Siciliana (O.F.S.), il cui film, Malacarne, è il primo lungometraggio riconducibile al neorealismo italiano. A Palermo si forma il regista e sceneggiatore Amleto Palermi e nascono molti registi come Vittorio Sala, Basilio Franchina e Franco Indovina.
La Panaria Film, fondata nel 1947 da Francesco Alliata e chiusa nel 1956, fu una importante società di produzione di documentari subacquei.
Nel campo del cinema documentario va ricordato Vittorio De Seta, che realizzò importanti cortometraggi negli anni cinquanta, di cui Isola di fuoco, ambientato nelle isole Eolie, venne premiato come miglior documentario al Festival di Cannes del 1955.
Nel 1971 nacque a Palermo la Cooperativa Lavoratori del Cinema e del Teatro (C.L.C.T.) per iniziativa di alcuni tecnici, che avevano lavorato con Pino Mercanti al film The Underground. Produsse 4 film: Cento giorni a Palermo, di Giuseppe Ferrara, Disamistade, di Gianfranco Cabiddu, Diario senza date di Roberto Andò e Il Buma, di Giovanni Massa ed è stata attiva anche nel settore della produzione di documentari e dell'organizzazione di festival e rassegne. Nel 1978 ne divenne presidente Giuseppe Tornatore. È stata sciolta nel 2007, ma la produzione è continuata con la Fondazione, da parte di alcuni dei soci della C.L.C.T., della società Ferribotte film.

Il celebre duo comico Franco e Ciccio.

Il film di montaggio Lo schermo a tre punte, ideato da Giuseppe Tornatore, dimostra la forza produttiva che Palermo e la Sicilia intera ebbero nei primi cento anni di esistenza.

### Anni Duemila
Cinesicilia, fondata nel 2007, è stata la società in house della Regione Siciliana, che finanzia e coproduce film girati in Sicilia, con fondi statali dell'APQ "Sensi Contemporanei". Denominata dal 2011 Sicilia Turismo e Cinema Spa, è stata posta il liquidazione nel 2013 e le competenze trasferite alla Sicilia film commission.

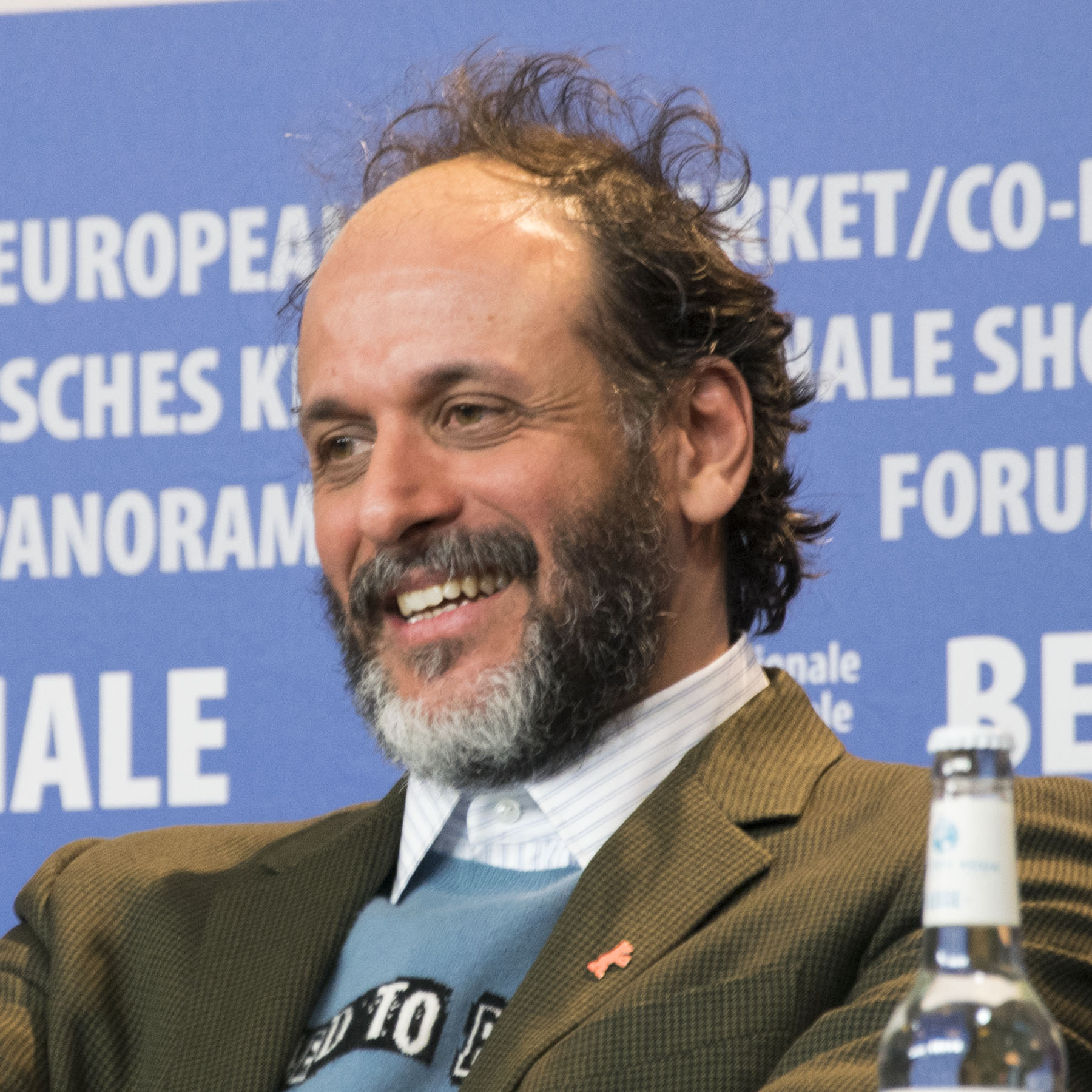
Il regista, candidato premio Oscar, Luca Guadagnino.

Dal 2008 il Padiglione 4 dei Cantieri Culturali alla Zisa è una delle cinque sedi della Scuola nazionale di cinema appartenente al Centro sperimentale di cinematografia, assieme alla sede centrale di Roma e a quelle distaccate di Milano, Torino e L'Aquila. La sede di Palermo è strutturata in un corso di alta specializzazione in "documentario storico artistico e Docu-fiction", finalizzato alla formazione di registi. Nel 2012, in uno degli ambienti, è stato realizzato il Cinema De Seta, primo cinema pubblico istituito tra le grandi città italiane, dove si sperimenta una programmazione d'essai.
Con una tradizione risalente agli anni Sessanta, nel 2019 viene fondato l'Archivio Siciliano del Cinema, istituzione archivistica impegnata nella promozione della storia e della cultura cinematografica, che nel 2020 è stato dichiarato dal Ministero della cultura "Organismo d'interesse storico particolarmente importante". 

## Rassegne e Festival
A Palermo hanno svolgimento svariati rassegne e festival cinematografici di rilievo anche internazionale. Dal 1979 a Palermo si tiene lo Sport film festival, una rassegna internazionale del cinema sportivo. Poi, L'Efebo d'Oro, relativo al cinema e alla narrativa e letteratura; il Sole Luna Doc Film Festival è una rassegna cinematografica dedicata al documentario nata nel 2006. Dal 2011 si svolge il Sicilia Queer Filmfest, festival internazionale del cinema LGBT e nuove visioni. Il Palermo Film Festival è stato un festival del cinema che si è svolto nel 2004 e nel 2005. Nel 2021 ha avuto luogo 'A Storia d'a Sicilia, una rassegna cinematografica sul cinema siciliano presso la Villa Castelbuono e il Palazzo Riso, a cura dell'Archivio Siciliano del Cinema, di Panaria Film e dell'Assessorato regionale ai beni culturali e l'identità siciliana.

## Istituzioni
A Palermo vi è il Centro Sperimentale di Cinematografia - Sede Sicilia, distaccamento della più importante istituzione cinematografica italiana dedicato al Documentario, ma anche fucina di innumerevoli attività formative rivolte alla diffusione della cultura cinematografica.
Ancora nel capoluogo regionale ha sede la Sicilia Film Commission (già Cinesicilia, organo della Regione Siciliana - Assessorato Turismo, Sport e Spettacolo)
Nevralgica è la presenza di istituzioni culturali internazionali in città, ove attività legate alla promozione della settima arte vengono costantemente svolte durante tutto l'anno, come l'Institut français de Palerme, il Goethe-Institut, l'Instituto Cervantes, ed altri.

## Centro di produzione radiotelevisiva regionale RAI
La Sede RAI di Palermo è stata centro di attività giornalistiche, televisive e cinematografiche. La "Sicilia in onda" testimonia il sito dell'archivio Rai Sicilia con un portale web che raccoglie una selezione di trasmissioni televisive dal 1979 al 1993, compresi i dibattiti, le interviste, i programmi sul cinema (Sicilia Set: Quattro Ritorni ai Set dell'Isola di Renato Tomasino e Umberto De Paola, 1992), documentari sul cinema (Scrittori siciliani e cinema di G. Tornatore, 1985), i premi.